# 樽見站
樽見站（日语：／ Tarumi eki */?）是位於岐阜縣本巢市根尾樽見，樽見鐵道的樽見線車站（終點站）。車站編號為「TR19」。

## 歷史
- 1989年（平成元年）3月25日 - 樽見線 神海站至樽見站之間開通，此站啟用[1]。
- 2007年（平成19年）4月28日 - 在凌晨0時15分，車站被縱火，使車站大樓燒毀。
- 2008年（平成20年）4月11日 - 車站大樓重建。

## 車站構造
車站是一座地面車站，設有1面2線的島式月台。車站北邊（終端一方）的路軌會合流，合流後還有數十米空間。該處曾經用作替換車輛。
第一代車站大樓內設有當地的觀光物產館，為一座古民居風建築物。但是在2007年4月28日由於被縱火而燒毀。在翌年2008年4月，新車站大樓「薄墨親睦廣場」建成。
一般日子下，此站是無人車站，但是在淡墨櫻季節期間（櫻花季節期間）會有車站職員當值。第一代車站大樓中設有自動售票機。
在此處出發的列車基本上會前往大垣，但是尾班列車和尾三班列車只會前往本巢。前者除了神海以外通過其他車站，後者為各站停車，並可於本巢站轉乘另一架列車前往大垣。

## 車站周邊
車站位於舊根尾村中心村落，站前設有小規模商店街和住宅區。車站南邊設有板所隧道。
- 根尾川（日语：根尾川）
- 本巢市政廳根尾綜合廳舍
- 根尾郵局
- JA岐阜（日语：ぎふ農業協同組合）根尾分店
- 大垣西濃信用金庫（日语：大垣西濃信用金庫）根尾分店
- 本巢市立根尾小學
- 淡墨櫻[1]
- 薄墨溫泉（日语：うすずみ温泉）[1]
- 根尾川溫泉
- 國道157號（日语：国道157号）

本來，樽見線是鐵道敷設法別表「大垣經福井縣大野連接金澤的鐵道」的一部分。而此站前往福井縣大野市途中會經過國道157號的溫見峠，為本州首屈一指的「酷道」。

## 巴士路線
- 本巢市市營巴士（日语：本巣市市営バス）根尾宇津志線、根尾能鄉線、根尾松田·奧谷線

## 相鄰車站
樽見鐵道
樽見線
普通
水鳥（TR18）－樽見（TR19）
上行尾班列車
神海（TR13）←樽見（TR19）

## 註腳
1. 1 2 3 4  曾根悟（監修）. 朝日新聞出版分冊百科編集部（編集） , 编. . 週刊朝日百科. 26号 長良川鉄道・明知鉄道・樽見鉄道・三岐鉄道・伊勢鉄道. 朝日新聞出版. 2011-09-18 （日语）.
2. ↑  時間表 （页面存档备份，存于）（日語）